# Къща на доктор Кожухаров
Къщата на доктор Кожухаров се намира на булевард „Цар Симеон Велики“ №134 в Стара Загора.
Къщата е построена през 1900 г. от чешки архитект за къща и клиника на доктор Кожухаров. Сградата е с раздвижени обеми, класически фронтони и засводени прозорци.